# 雙合透鏡

一個消色差的雙合透鏡。

雙合透鏡是將兩片單透鏡結合在一起的光學設計。這兩片透鏡分別用折射率和色散都不同的玻璃製成，通常一片是冕牌玻璃（Crown glass），另外一片是燧石玻璃（flint glass）。這樣的組合產生的影像品質比單一透鏡好。而早已灭绝的三叶虫，拥有由方解石构成的天然的双合透镜。
雙合透鏡有許多不同的形式，但多數商用的雙合透鏡都是消色差透鏡，主要用於減少色差，同樣也減少球面像差和其他在光學系統上的像差；複消色差透鏡也可以用雙合透鏡製造。
膠合的雙合透鏡，透鏡是以膠黏劑相結合，例如加拿大冷杉香脂或環氧。有些在透鏡之間不使用膠黏劑，而依靠外部的固定物使它們結合在一起，這種稱為氣隙雙合透鏡（air-spaced doublets）。